# Julian Sommer
Julian Sommer (* 29. Januar 1998 in Hausten) ist ein deutscher Partyschlagersänger.

## Leben
Julian Sommer wurde in Hausten im Landkreis Mayen-Koblenz geboren, wo er auch aufwuchs. Nach dem Schulabschluss arbeitete er als Vertriebsmanager in einem Automobilunternehmen. Zusammen mit seiner Familie machte er häufig Urlaub in Platja de Palma und war häufig in den Bierkneipen um den Ballermann 6, wo sein Interesse am Partyschlager entstand. Im Mai 2019 lernte er im Bierkönig Robin Ratjen kennen, der ihn bis heute aktiv als sein Manager unterstützt. Seine ersten Singles erschienen 2020 während der COVID-19-Pandemie. Es dauerte schließlich bis 2022, bis ihn seine Single Dicht im Flieger in der Partyschlager-Szene bekannt machte. Der Song erschien am 18. März 2022 über Universal Music und erreichte über Spotify und YouTube die deutschen Singlecharts, wo er zunächst auf Platz 91 einstieg und im Juli 2022 schließlich Platz sieben erreichte.
Seinen ersten Auftritt im Bierkönig hatte der Sänger im April 2022. Für die Saison 2022 bezog er ein WG-Zimmer auf Mallorca, um dort die Möglichkeit zu haben, weiterhin neben den Auftritten als Vertriebsmanager im Home-Office zu arbeiten.

## Diskografie
- 2020: Nüchtern ist verboten
- 2020: Mallorca Fanatiker
- 2020: Bunga Bunga
- 2021: Mallorca ich komm heim (Wellerman) (mit Stefan Stürmer und Bierkapitän)
- 2021: Spreng dein Limit
- 2021: Senorita
- 2022: Dicht im Flieger
- 2022: Morgen kickt der Kater
- 2022: O du fröhliche (mit Die Zipfelbuben)
- 2022: Die Größten
- 2023: Peter Pan (mit Mia Julia)
- 2023: Heißer Sand
- 2023: Arielle (mit Lorenz Büffel)
- 2024: Neverland
- 2024: Oben ohne (#1 der deutschen Single-Trend-Charts am 3. Mai 2024[5])
- 2024: Handwerker (mit Mickie Krause)
- 2024: Ruf den Doc (Inselfieber) (mit Frenzy & Mia Julia)
- 2024: Ein Leben lang (mit Rumbombe)
- 2024: Normale Kartoffeln auf die #1 (EM Song 2024)
- 2024: Rockstar
- 2025: Gib mir alles was du hast
- 2025: Eine Nacht in Arenal (mit Frenzy)
- 2025: SOS
- 2025: Bax Banni (mit Isi Glück)

## Auszeichnungen für Musikverkäufe
Anmerkung: Auszeichnungen in Ländern aus den Charttabellen bzw. Chartboxen sind in ebendiesen zu finden.
| Land/RegionAuszeichnungen für Musikverkäufe (Land/Region, Auszeichnungen, Verkäufe, Quellen) | Gold     | Platin  | Verkäufe | Quellen           |
| -------------------------------------------------------------------------------------------- | -------- | ------- | -------- | ----------------- |
| Deutschland (BVMI)                                                                           | 2× Gold2 | —       | 500.000  | musikindustrie.de |
| Österreich (IFPI)                                                                            | Gold1    | Platin1 | 45.000   | ifpi.at           |
| Insgesamt                                                                                    | 3× Gold3 | Platin1 |          |                   |